# Пуласкі (округ, Іллінойс)
Шаблон:StateAbbr_ 37°14′ пн. ш. 89°08′ зх. д. / 37.23° пн. ш. 89.13° зх. д.
Округ Пуласкі (англ. Pulaski County) — округ (графство) у штаті Іллінойс, США. Ідентифікатор округу 17153.

## Історія
Округ утворений 1843 року.

## Демографія
За даними перепису
2000 року
загальне населення округу становило 7348 осіб, усе сільське.
Серед мешканців округу чоловіків було 3516, а жінок — 3832. В окрузі було 2893 домогосподарства, 1942 родин, які мешкали в 3353 будинках.
Середній розмір родини становив 3,03.
Віковий розподіл населення поданий у таблиці:
| Стать    | До 15 років | 15-21 | 22-29 | 30-39 | 40-49 | 50-65 | 65-85 | Понад 85 |
| -------- | ----------- | ----- | ----- | ----- | ----- | ----- | ----- | -------- |
| Чоловіки | 791         | 384   | 312   | 431   | 562   | 516   | 470   | 50       |
| Жінки    | 829         | 358   | 322   | 474   | 506   | 581   | 630   | 132      |

## Суміжні округи
- Юніон — північ
- Джонсон — північний схід
- Массак — схід
- Баллард, Кентуккі — південний схід
- Александер — захід

## Виноски
1. ↑  U.S. Decennial Census. United States Census Bureau. Процитовано 8 липня 2014.
2. ↑  Historical Census Browser. University of Virginia Library. Архів оригіналу за 11 серпня 2012. Процитовано 8 липня 2014.
3. ↑  Population of Counties by Decennial Census: 1900 to 1990. United States Census Bureau. Процитовано 8 липня 2014.
4. ↑  Census 2000 PHC-T-4. Ranking Tables for Counties: 1990 and 2000 (PDF). United States Census Bureau. Процитовано 8 липня 2014.
5. ↑  State & County QuickFacts. United States Census Bureau. Архів оригіналу за 22 лютого 2016. Процитовано 8 липня 2014.(англ.) Наведено за англійською вікіпедією.
6. ↑  American FactFinder. Бюро перепису населення США. Архів оригіналу за 26 лютого 2012. Процитовано 31 січня 2008.

| США | Це незавершена стаття з географії США. Ви можете допомогти проєкту, виправивши або дописавши її. |